# Борид диродия
Борид диродия — бинарное неорганическое соединение 
родия и бора
с формулой Rh2B,
кристаллы.

## Получение
- Спекание стехиометрических количеств чистых веществ:

{\displaystyle {\mathsf {2Rh+B\ {\xrightarrow {T}}\ Rh_{2}B}}}

## Физические свойства
Борид диродия образует кристаллы
ромбической сингонии,
пространственная группа P nma,
параметры ячейки a = 0,542 нм, b = 0,398 нм, c = 0,744 нм, Z = 4,
структура типа дихлорида свинца
.